# Смолино (Тверская область)
Смо́лино — деревня в Калининском районе Тверской области. Относится к Эммаусскому сельскому поселению.
Расположена в 22 км к юго-востоку от Твери на автодороге «Москва — Санкт-Петербург» М10 (E 105), 144 км от Москвы. Рядом (по шоссе в сторону Москвы) деревня Голениха.
Дома в деревне остались только с одной (северной) стороны шоссе. В 1997 году — 7 хозяйств, 14 жителей.